# 卢多维科·伊诺第
魯多维科·伊諾第（義大利語：Ludovico Einaudi，1955年11月23日—），意大利当代古典主义音乐作曲家、钢琴家。他的祖父路易吉·伊诺第（Luigi Einaudi）曾任意大利总统（1948-1955），他的父亲朱利奧·伊諾第是意大利著名出版家。
魯多维科·伊諾第出生在都灵市，在儿童时代，她母亲就给他弹奏钢琴。青年时代他在米兰威尔第音乐学院(Conservatorio Giuseppe Verdi)接受正规音乐训练，获得作曲学位。后来跟随卢西亚诺·贝里奥继续进修。最初他用了几年时间从事传统音乐作曲。从1980年代中期，他开始尝试个性化的表现形式，创作了一系列舞曲和多媒体作品。他还为电影做配乐。实际上他首先是作为一个电影配乐作曲家引起人们注意的。1988，他为Andrea De Carlos编剧的《Cream Train》一片配曲，获得成功。1990年代，他开始创作一系列钢琴曲，颇受欢迎。1996年他的首盘钢琴曲专辑《海浪》（Le Onde）出版，在意大利和英国成为畅销唱片。他的音乐作品注重渲染气氛，具有简约主义色彩。在他的職業生涯中，Einaudi 為幾部電影創作了音樂，其中包括《這就是英格蘭》。 2020年，他的音樂被用於電影Nomadland和The Father。

## 专辑
- 1988年: Time Out
- 1992年: Stanze
- 1995年: Salgari
- 1996年: Le Onde
- 1999年: Eden Roc
- 2001年: I Giorni
- 2003年: Diario Mali
- 2004年: Una Mattina
- 2007年: Divenire
- 2009年: Nightbook
- 2013年: In a Time Lapse
- 2015年: Elements
- 2019年: Seven Days Walking (七日散策) (共七張)
- 2020年: 12 songs from Home
- 2020年: Einaudi Undiscovered
- 2021年: Cinema

## 電影音樂
- 2004年: Sotto falso nome  (竊欲無罪)
- 2011年: Intouchables  (逆轉人生)
- 2016年: Giorni dispari
- 2020年: The Father  (父親)
- 2020年: Nomadland  (遊牧人生)